# Víctor Cosme
Víctor Cosme Nieves (8 novembre 1989) è un pallavolista portoricano, libero dei Mets de Guaynabo.

## Carriera

### Club
La carriera di Víctor Cosme inizia nella Liga Atlética Interuniversitaria de Puerto Rico con la Universidad del Este. Nella stagione 2011-12 debutta nella pallavolo professionistica, disputando la Liga de Voleibol Superior Masculino coi Plataneros de Corozal. Dopo un'annata di inattività, torna in campo con la franchigia di Corozal nel campionato 2013-14; nel corso dell'annata si infortuna rimediando una frattura di entrambe le ossa dell'avambraccio destro, in seguito al quale è costretto all'intervento chirurgico e a una lunga convalescenza, che lo porta a saltare anche la Liga de Voleibol Superior Masculino 2014.
Rientra in campo nella stagione 2015, quando approda ai Caribes de San Sebastián, dove resta per un biennio e viene inserito nello All-Star Team del torneo al termine della prima annata. Nella Liga de Voleibol Superior Masculino 2017 e 2018 indossa la casacca dei Changos de Naranjito, approdando poi ai Mets de Guaynabo per la LVSM 2019, nella quale si aggiudica lo scudetto.
Dopo un periodo di inattività, rientra in campo disputando la Liga de Voleibol Superior Masculino 2021 con gli Indios de Mayagüez; in seguito fa la sua prima esperienza all'estero, disputando alcuni incontri della NVA 2022 coi Dallas Tornadoes. Rientrato in patria, partecipa alla Liga de Voleibol Superior Masculino 2022 tornando a indossare la casacca dei Plataneros de Corozal, che lascia nel corso dell'edizione seguente del torneo quando si trasferisce ai Cafeteros de Yauco.
Dopo aver iniziato il torneo 2024 sempre con la franchigia di Yauco, si trasferisce a metà torneo ai Mets de Guaynabo.

### Nazionale
Nel 2017 debutta in nazionale alle qualificazioni nordamericane al campionato mondiale 2018.

## Palmarès

### Club
- Campionato portoricano: 1

2019

### Premi individuali
- 2015 - Liga de Voleibol Superior Masculino: All-Star Team